# Хохольський район
Хохольський район — адміністративна одиниця на північному заході Воронезької області Росії. Адміністративний центр — селище міського типу Хохольський.

## Географія
Хохольський район розташований у північно-західній частині Воронезької області та межує з п'ятьма районами області та містами Воронежом і Нововоронежом: з півночі — з Семілукським районом, з північного сходу — з Воронежем, зі сходу — з Каширським районом, з південного сходу — з Нововоронежом, з півдня — з Острогоржським районом, з заходу — з Реп'євським районом, з заходу з Нижнєдівицьким районом. Площа району — 1470 км ².
Основні річки — Дівиця, Єманча.

## Історія
Хохольський район з адміністративним центром в селі Хохол був утворений 18 січня 1935 а постановою ВЦВК РРФСР у складі Воронезької області за рахунок розукрупнення Гремяченського району.
1 лютого 1963 року до складу району увійшли території скасованих Гремяченського та Нижнєдівицького районів.
12 січня 1965 року відновлений Нижнєдівицький район, а районний центр перенесено з села Хохол в селище міського типу Хохольський, а кордони Хохольського району набули сучасного вигляду.

## Адміністративний поділ
До складу району входять 38 населених пунктів:
Міське поселення
1. Хохольський

Сільські поселення
1. Архангельське сільське поселення
2. Борщівське сільське поселення
3. Гремяченське сільське поселення
4. Єманчанське сільське поселення
5. Костенське сільське поселення
6. Кочетовське сільське поселення
7. Микільсько-Єманчанське сільське поселення
8. Новогремяченське сільське поселення
9. Оськінское сільське поселення
10. Петінське сільське поселення
11. Рудкінське сільське поселення
12. Семідесятське сільське поселення
13. Старонікольське сільське поселення
14. Хохольське сільське поселення
15. Яблоченське сільське поселення